# Селявичский сельсовет
Селявичский сельсовет (белор. Сялявіцкі сельсавет) — упразднённая административная единица на территории Слонимского района Гродненской области Республики Беларусь.
Расположен на юго-западе Слонимского района. Расстояние от административного центра сельсовета деревни Селявичи до районного центра города Слонима — 25 километров.

## Административное устройство
19 сентября 2013 года Селявичский сельсовет упразднён. Населённые пункты включены в состав Озерницкого сельсовета.

## Состав
Селявичский сельсовет включает 6 населённых пунктов:
- Великая Кракотка — деревня
- Ветевичи — деревня
- Вороничи — деревня
- Рудавка — деревня
- Селявичи — агрогородок
- Юхновичи — деревня

## Производственная сфера
На территории сельсовета расположены:
- Сельскохозяйственный производственный кооператив имени Дзержинского
- Коммунальное производственное унитарное предприятие «Слонимский дробильно-сортировочный завод» — добыча песка, производство гравия, щебня

## Социально-культурная сфера
В Селявичах расположены средняя школа, детские ясли-сад, фельдшерско-акушерский пункт, два магазина, центральный дом культуры, сельская библиотека

## Памятные места
На территории Селявичского сельсовета находятся два памятника погибшим во время Великой Отечественной войны воинам и партизанам
- В деревне Великая Кракотка, где захоронены 359 воинов, 07.01.1991 года в могилу перезахоронены ещё 27 воинов, 07.11.2004 года — 22 воина
- В деревне Селявичи, где нашли вечный покой 365 воинов и партизан, которые погибли на территории Селявичского сельсовета в боях против немецко-фашистских захватчиков

## Достопримечательности
- Костёл Святой Барбары (1819 г.)